# Cyrtodactylus cavernicolus
Cyrtodactylus cavernicolus là một loài thằn lằn trong họ Gekkonidae. Loài này được Inger & King mô tả khoa học đầu tiên năm 1961.